# (21047) Hodierna
Pour les articles homonymes, voir Hodierna.
(21047) Hodierna est un astéroïde de la ceinture principale découvert le 22 septembre 1990 par l'astronome belge Éric Elst. Sa désignation provisoire était 1990 SE5. Il est classé par le Centre des planètes mineures comme membre du groupe de Hilda.
Il doit son nom à l'astronome italien Giovanni Battista Hodierna (1597-1660).